# Hedehøg
Hedehøg (Circus pygargus) er en elegant bygget rovfugl med lang hale og smalle, spidse vinger. Det er den mindste af de slanke, langbenede kærhøge. Den findes udbredt over store dele af Europa, Asien og Nordafrika. I Danmark er den en sjælden ynglefugl, især i Sønderjyllands marskområder.

## Udseende
Hedehøgen er 43-47 cm med et vingefang på 98-110 cm og en vægt på 225-300 gram. Den har et uglelignende ansigt, hvor øjnene er omgivet af en lille fjerklædt knoglekant. Denne kant beskytter høgen mod skader på øjnene, og kan fungere som skygge for solstråler og dermed forbedre synet. Hannen af hedehøg har gråblå overside, med sorte vingespidser. Hunnen og ungfuglene er brunlige.
Hedehøgen ligner meget den blå kærhøg, men kan skelnes fra denne på en grålig overgump i modsætning til den blå kærhøgs tydeligt hvide overgump. Hannen af hedehøgen har en sort stribe på oversiden af vingen, hvor blå kærhøg er rent gråblå. Herudover har hannen af hedehøg rustrøde pletter på det ellers hvide bryst, hvor blå kærhøg er rent hvid. Forskellene ved hunnen af de to arter er noget sværere at skelne. Hedehøg-hunnen har tydeligere, mere kraftigt farvede kindpletter, smallere vingespidser og smallere hvid overgump.

## Føde
Hedehøgen lever af smågnavere, småfugle, krybdyr, insekter og fugleæg. Den ses flyvende over det åbne land på udkik efter føde. Flugten er urolig og flagrende, som en forvokset terne, under svæveflugten er vingerne højt løftede. I vinterkvarteret i tropisk Afrika lever den fortrinsvis af græshopper.

## Hedehøgen i Danmark
Hedehøgen er sjælden i Danmark, da dette er på grænsen af dens udbredelsesområde. Den er en ny ynglefugl i Danmark, da de første ynglende par først indvandrede omkring 1900. Bestanden har været oppe omkring 400 par i 1940'erne, men ligger i dag meget lavere, muligvis på grund af ændrede forhold (f.eks. græshoppebekæmpelse og tørke) i fuglenes vinterkvarter. Med kun 41 ynglende par i dag, hovedsageligt i det vestlige Sønderjylland, er den optaget som en truet art på den danske rødliste 2019.
Hedehøgene ankommer til Danmark i slutningen af april. Den lægger 4-5 æg i maj, og hunnen udruger dem i løbet af 27-30 dage. I august-september trækker de atter mod Afrika.

### Levested
Hedehøgen yngler på heder, i moser og på marsken. I de senere år har den, i takt med at de naturlige levesteder blev reduceret, fået en forkærlighed for at yngle i dyrkede marker med vintersæd, så ca. halvdelen af bestanden yngler nu der. Derfor er næsten flyvefærdige unger udsatte når der skal høstes. Dansk Ornitologisk Forening (DOF) og foreningen for dyrenes beskyttelse har derfor siden 1996 kørt "Projekt Red Hedehøgen". Det er et samarbejde med landmænd og ornitologer om at kortlægge og afmærke hedehøgreder i dyrkede marker, så der kan høstes udenom. Et område på 10x10 meter omkring reden afmærkes og skånes når mejetærskerne rykker ind på marken. Projektet har været en succes.